# Туркевич Микола Михайлович

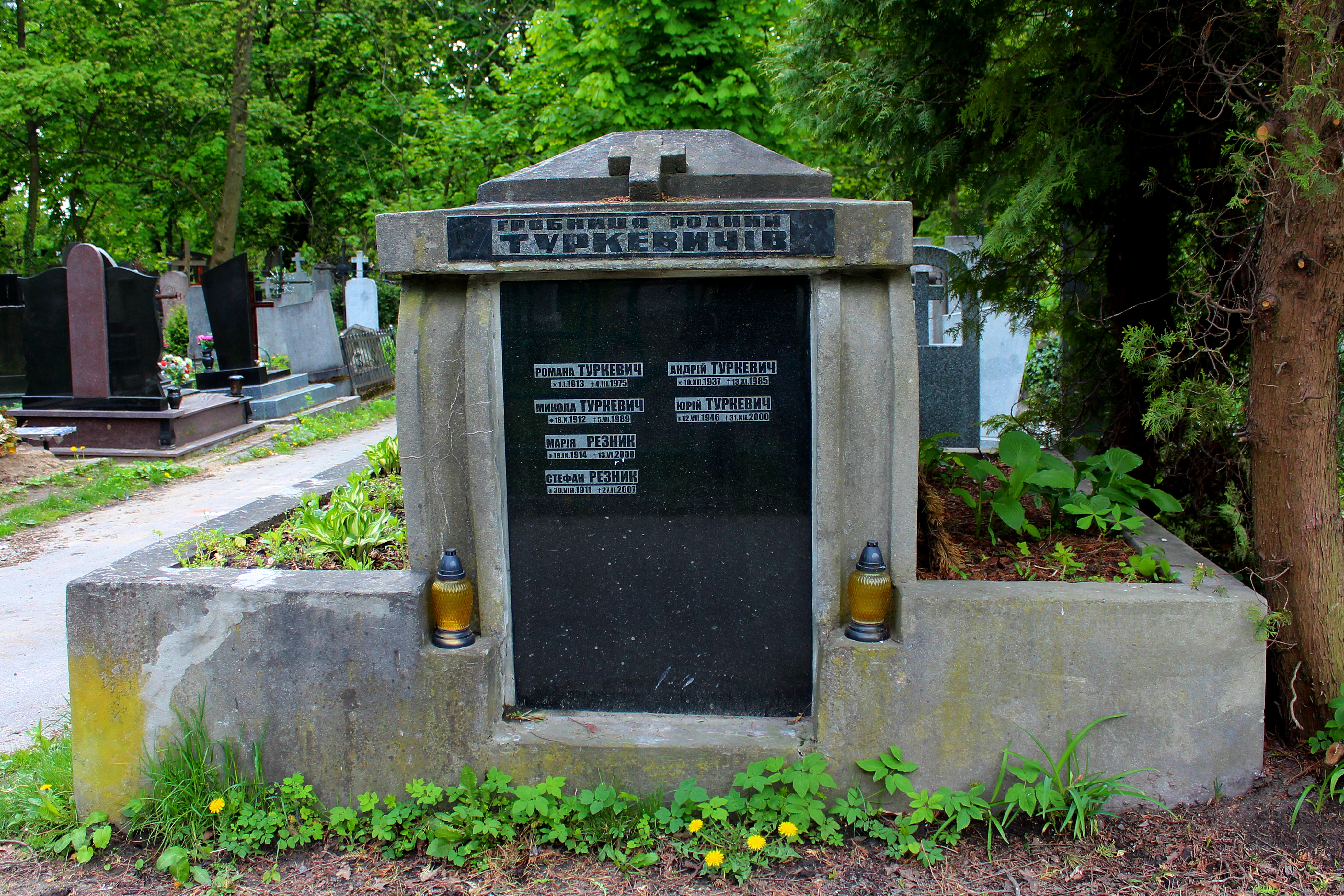

Ми́кола Ми́хайлович Ту́ркевич (18 жовтня 1912, с. Пониква (нині — Золочівський район, Львівська область) — 5 червня 1989, Львів) — український вчений у галузі хімії і фармації, професор (1956), доктор технічних (1939) і фармацевтичних наук (1954), завідувач кафедри фармацевтичної хімії Львівського державного медичного інституту (1946—1977), академік. Дані про нього внесені до американської книги видатних науковців світу «Who is who in the world science».

## Біографія
Закінчив хімічний факультет Львівської Політехніки у 1935 року. По закінченню вишу проходив стажування у професора Ю. Брауна в м. Гайдельберг. У 1935—1939 роках працював у Львівській Політехніці, спочатку на посаді асистента, а потім доцента кафедри технології нафти. 1939 року М. Туркевич перейшов на роботу до Львівського державного університету на посаду професора кафедри органічної хімії, де працював до 1941 року. Під час німецької окупації, у 1941—1942 роках очолював лабораторію казеїнового волокна у Лодзі; у 1942—1944 роках викладає органічну хімію у Львівський політехніці. У 1945—1946 роках — завідувач кафедри загальної хімії; у 1946—1979 року — завідувач, пізніше професор кафедри фармацевтичної хімії Львівського державного медичного інституту.
Професор Туркевич став засновником та організатором науково-дослідної діяльності фармацевтичного факультету Львівського державного медичного університету та інших вищих навчальних закладів, створив хіміко-фармацевтичну наукову школу, власну наукову школу з хімії тіазолідинів і 1,3-тіазанів.
Похований М. Туркевич у родинному гробівці на 39 полі Янівського цвинтаря у Львові.

## Наукова робота
Професор М. М. Туркевич — відомий вчений, був видатним спеціалістом у галузі синтезу біологічно активних сполук. У його доробку — понад 500 друкованих праць, близько 100 авторських свідоцтв на винаходи, патентів, раціоналізаторських пропозицій, 36 монографій, посібників та підручників. Напрями наукових досліджень: синтез нових біологічно активних сполук, похідних тіазолідину і 1,3-тіазану; створив і впровадив у медичну практику 4 нові лікарські засоби — пентабісмол, димексид, трихлоретилен для наркозу, діаміфен; опрацював методики синтезу 48 нових хімічних реагентів; запропонував індикаторний холінестеразний папір і, запатентований в 11 країнах світу, спосіб одержання цвіттерйонних сполук; ініціатор науково-дослідних робіт на фармацевтичних факультетах Львівського, Запорізького, Каунаського, Чимкентського та інших медичних інститутів.
Підготував 75 кандидатів, 20 докторів наук.

## Учні
Серед учнів Миколи Михайловича Туркевича — професори Крамаренко В., Владзімірська О., Яворський М., Ладна-Роговська Л., Зіменковський Б., Піняжко Р., Минка А. та інші.

## Основні праці
- Studia z dziedziny związków powierzchniowo aktywnych (дисертація). — Lwów, 1939.
- Synthesen ein-, zwei- und dreikerniger Kohlenwasserstoffe mit 22 C-Atomen. Ber Dtsch Chem Ges 1940, № 8.
- Органические комплексы и соединения висмута (докторская диссертация). — Львов, 1954.
- Карпенко Г. Антагонизм лекарственных веществ и их несовместимые сочетания / доцент Карпенко А., профессор Туркевич Н. — Киев : Госмедиздат УССР, 1958. — 261 с.
- Химия новых гипотенсивных средств / Н. М. Туркевич. — Киев : Госмедиздат УССР, 1961. — 206 с.
- Синтез пентабисмола // Мед Пром. — 1961, № 6.
- Туркевич Н. Номенклатура фармацевтических препаратов: пособие. — Київ : Вища школа, 1962.
- Деякі властивості 3-амінороданіну. ДАН УРСР 1965, № 5 (співавтор.).
- Способ получения 4-тиотиазанона-2. Авт Свід № 193520, 1967 року.
- Синтез и свойства некоторых производных 4-имино-І,3-тиазана // Химия гетероциклических соединений. — 1969. — № 1.
- Способ получения диметилсульфоксида. Авт Свід № 340420, 1972 р.
- Thiophosphamide derivatives of isoquinoline alkaloids: method of producing and application. US Pat № 3865830, 1972 р. (співавтор).
- Туркевич М. Фармацевтична хімія: підручник для студентів фармацевтичних інститутів. — 2-е видання, перероблене і допрацьоване. — Київ : Вища школа, 1973. — 495 с.
- Клиническое применение димексида (монографія). — Київ: Здоров'я, 1976. (рос.)